# Dendronephthya hyalina
Dendronephthya hyalina är en korallart som beskrevs av Kükenthal 1905. Dendronephthya hyalina ingår i släktet Dendronephthya och familjen Nephtheidae. Inga underarter finns listade i Catalogue of Life.